# Cyclodes spectans
Cyclodes spectans är en fjärilsart som beskrevs av Pieter Cornelius Tobias Snellen 1886. Cyclodes spectans ingår i släktet Cyclodes och familjen nattflyn. Inga underarter finns listade i Catalogue of Life.